# Renato Attilio Bleibtreu
Renato Attilio Bleibtreu (* 17. Juli 1893 in Wien; † 30. April 1964 in Sattledt) war ein österreichischer Schriftsteller, Theaterautor und -direktor.

## Leben
Bleibtreu wurde als Sohn der Schauspielerin Maximiliane Bleibtreu geboren. Deren Schwester Hedwig Bleibtreu war ebenso wie ihre Eltern Schauspieler. Sein Geburtsort war vermutlich ein Findelhaus in der Alservorstadt, von seinem Vater ist nichts bekannt. Maximiliane Bleibtreu hat ihren Sohn im Findelhaus zurückgelassen und nie mehr gesehen. 1901 kam Bleibtreu in die Pflege nach Linz, wo ihn die Witwe eines Gefangenenaufsehers aufnahm und bei der er bis 1910 blieb. Seine Mutter heiratete später und war „königlich Sächsische Hofschauspielerin“ in Dresden, wo sie 1923 starb.
In den 1930er-Jahren lebte Bleibtreu als freier Journalist mit seiner berufstätigen ersten Frau und vier Kindern im 2. Bezirk in Wien. Aus der Ehe mit der aus Königsberg stammenden Metzgertochter Helene Buchholt gingen zwei Töchter hervor: Renate Bleibtreu, die als Übersetzerin unter anderen von August Strindberg und Ingmar Bergman arbeitet, und die Schauspielerin Monica Bleibtreu. Renato Attilio leitete nach 1945 ein kleines privates, immer kurz vor dem Bankrott stehendes Kleintheater, Wiener Zimmerbühne, in Mödling bei Wien. Bleibtreu starb in seiner Heimatstadt und wurde am 13. Mai 1964 auf dem Friedhof Baumgarten beerdigt.
Der Schauspieler Moritz Bleibtreu ist ein Enkel von Renato Attilio Bleibtreu.

## Im Auftrag Hitlers
Anfang November 1938 besuchte Bleibtreu den Schwiegersohn von Eduard Bloch, der als Arzt von Adolf Hitlers Mutter in Linz den Schutz des „Führers“ als dessen „Edeljude“ genoss. Bleibtreu stellte sich als Beamter im Stab von Rudolf Heß vor und hatte den Auftrag, nach dem Einmarsch der deutschen Truppen in Österreich Urkunden, Briefe und Bilder aus Hitlers Zeit in Österreich einzusammeln bzw. Augenzeugen zu befragen. Die von ihm beschlagnahmten Unterlagen wurden im Hauptarchiv München deponiert und der Öffentlichkeit dauerhaft entzogen.
Bleibtreu erfuhr bei seinen Nachforschungen, dass Eduard Bloch zwei von Hitler handgeschriebene Dankkarten von 1907 und 1908 hatte und dass dieser bereit war, diese dem Münchner Hauptarchiv zu zeigen. Bleibtreu besuchte Bloch daraufhin, und dieser versuchte seinerseits, zwei Karten, die von Hitler gemalt und von der Gestapo bereits beschlagnahmt worden waren, wieder zurückzubekommen. Bleibtreu versprach, sich für Blochs Anliegen einzusetzen. Außerdem überredete er Bloch, für das Münchner Hauptarchiv seine „Erinnerungen an den Führer und dessen verewigte Mutter“ niederzuschreiben. Seine Karten erhielt Bloch nie mehr.

## Bleibtreu und die NSDAP
Nach den vorhandenen Unterlagen hat Bleibtreu zwar mehrfach einen Antrag gestellt, in die NSDAP aufgenommen zu werden, wurde jedoch nie Parteimitglied. Nach Abschluss seiner „Postkartenaktion“ entwickelte er die Idee eines patriotischen Sammelwerks mit dem Titel Das Jahr der Deutschen, in dem 350 führende Schriftsteller und Parteileute Beiträge liefern sollten, und legte das Konzept der NSDAP vor. Mit der Begründung der fehlenden Zuverlässigkeit lehnte der Präsident der Reichskulturkammer den Vorschlag Bleibtreus ab. Dagegen erschien im Mai 1939 in der SS-Zeitung Das Schwarze Korps ein langer Hetzartikel unter dem Titel „Attila bleib treu!“, in dem auch Bleibtreus Aufenthalte in verschiedenen Haftanstalten angesprochen wurden. Im August 1940 wurde Bleibtreu schließlich von der Gestapo Wien erkennungsdienstlich erfasst.
Einer der wesentlichen Gründe, weshalb Bleibtreu trotz aller Anbiederungen an die NSDAP nie deren Unterstützung bekam, lag daran, dass er als uneheliches Kind mit unbekanntem Vater keinen „Ariernachweis“ vorlegen konnte.
Weiter wurde ihm nachgetragen, dass er 1934 ein den damaligen Österreichischen Bundeskanzler Engelbert Dollfuß verherrlichendes Buch, Der Heldenkanzler, veröffentlicht hatte. Dollfuß wurde von den Nationalsozialisten ermordet.

## Schriften
- —, Bernhard Vielkind (Blumenschmuck): Liebe, Leben und Leute. Gedichte. Hebbelbund, Linz 1906. – Volltext online.
- Hassgesang gegen Italien. Krenn, Wien um 1915
- Im Feldspital. Erlebnisse und Schilderungen. Verlag „Die Brücke“, Wien 1918.
- Bischof Rudigier. Elf historische Szenen. Linz 1931. – Volltext in Folgen abgedruckt in Linzer Volksblatt, Jahrgang 1931, Nr. 278, Nr. 279, Nr. 280, Nr. 281, Nr. 282, Nr. 283, Nr. 284, Nr. 285, Nr. 296. [4]
- Der Heldenkanzler. Ein Lied von der Scholle. Bücher des Vaterlandes, Band 2. Jung-Österreich-Verlag, Wien 1934.
- Von einem Deutschmeister (d. i. Renato Attilio Bleibtreu): Unser Fey. Ein Bild des Helden. Bücher des Vaterlands, Band 1. Jung-Österreich-Verlag, Wien 1934.